# Hilarempis bicingulata
Hilarempis bicingulata är en tvåvingeart som beskrevs av Mario Bezzi 1909. Hilarempis bicingulata ingår i släktet Hilarempis och familjen dansflugor. Inga underarter finns listade i Catalogue of Life.